# Kóiči Nakano
Kóiči Nakano (japonsky 中野 浩一, Nakano Kōichi; * 14. listopadu 1955 Kurume, Prefektura Fukuoka) je bývalý japonský reprezentant v dráhové cyklistice. 
Byl profesionálním jezdcem keirinu v týmu Květinová linie. Na japonském keirinovém okruhu vyhrál okolo 600 závodů a stal se prvním závodníkem, který vydělal přes sto milionů jenů. Na mistrovství světa v dráhové cyklistice 1976 obsadil ve sprintu čtvrté místo. V následujících deseti letech vyhrál všechny světové šampionáty v cyklistickém sprintu elitní kategorie a stal se historicky nejúspěšnějším účastníkem MS. Na mistrovství světa v roce 1991 obsadil páté místo v keirinu.
V roce 1978 byl třetí na Velké ceně Paříže a v roce 1981 vyhrál Velkou cenu Kodaně. V roce 1985 se stal prvním vítězem Velké ceny v keirinu. Zasloužil se o propagaci keirinu ve světě a jeho zařazení na program mistrovství světa a olympiády. 
Byla mu udělena Velká cena japonského profesionálního sportu a Medaile cti s fialovou stuhou. Byl funkcionářem Japonské cyklistické asociace a pracoval v televizi jako sportovní komentátor. Je hlavní postavou videohry Nakano Kōichi Kanshū: Keirin Ō. Na Letních olympijských hrách 2000, kde měl keirin premiéru, působil jako řidič derny. V jeho rodném městě Kurume se na jeho počest koná závod Nakano Cup Race. 
Nakanovou zálibou je hra madžong, které se věnoval i v televizních soutěžích.